# Insufficienza pancreatica esocrina
L'insufficienza pancreatica esocrina (EPI) è una condizione causata dalla secrezione o dall'attività ridotta o alterata del succo pancreatico e dei suoi enzimi digestivi, in particolare della lipasi pancreatica.

## Epidemiologia e storia
La prevalenza della malattia nella popolazione è sconosciuta.

## Patogenesi
Risulta comunemente associata a malattie esocrine del pancreas, rappresentando una manifestazione comune nelle fasi avanzate della pancreatite cronica. Tuttavia poiché la funzione pancreatica e la secrezione pancreatica non sono sinonimi, l'EPI può essere causata anche da malattie extrapancreatiche che influenzano i segnali regolatori e/o alterano la complessa interazione tra lipasi, cibo e succo duodenale.
| Malattia                                            | Prevalenza dell'EPI                                                      | Fattori associati |
| --------------------------------------------------- | ------------------------------------------------------------------------ | --- |
| Pancreatite cronica                                 | 30 - 90%                                                                 | lunga durata della malattia eziologia alcolica calcificazioni estese ostruzioni del dotto pancreatico                             |
| Pancreatite acuta                                   | pancreatite lieve: 15 - 20% pancreatite grave: 30 - 40%                  | necrosi estesa (>30%) eziologia alcolica                                                                                          |
| Pancreatite autoimmune                              | 30 - 60%                                                                 | masse estese calcificazioni estese                                                                                                |
| Tumore del pancreas non resecabile                  | 20 - 60%                                                                 | localizzazione nella testa del pancreas dimensioni del tumore ostruzione del dotto pancreatico coesistenza di pancreatite cronica |
| Neoplasie pancreatiche dopo intervento chirurgico   | duodenocefalopancreasectomia: 80 - 90% pancreatectomia distale: 20 - 50% | intervento di Whipple anastmosi gastropancreatica                                                                                 |
| Tumore benigno del pancreas (prima dell'intervento) | 30 - 60%                                                                 | localizzazione nella testa del pancreas dimensioni del tumore ostruzione del dotto pancreatico coesistenza di pancreatite cronica |
| Fibrosi cistica                                     | 80 - 90%                                                                 | mutazioni CFTR di classe I, II, III, VI                                                                                           |
| Sindrome di Shwachman–Diamond                       | 80 - 90%                                                                 | |
| EPI con cause extrapancreatiche                     |                                                                          | |
| Diabete di tipo I                                   | 30 - 50%                                                                 | fabbisogno elevato di insulina scarso controllo glicemico insorgenza precoce del diabete                                          |
| Diabete di tipo II                                  | 20 - 30%                                                                 | fabbisogno elevato di insulina scarso controllo glicemico prolungamento della malattia                                            |
| Malattie infiammatorie intestinali                  | colite ulcerosa: 10% morbo di Crohn: 4%                                  | riattivazione della malattia in caso di EPI temporanea prolungamento della malattia pazienti chirurgici                           |
| Celiachia                                           | 5 - 80%                                                                  | |
| Trapianto intestinale pediatrico                    | 10%                                                                      | |
| HIV                                                 | 10 - 50%                                                                 | terapia retrovirale |
| Intervento chirurgico gastrointestinale             | gastrectomia totale/parziale: 40 - 80% esofagectomia: 16%                | resezione intestinale estesa denervazione vagale                                                                                  |
| Sindrome di Sjogren                                 | 10 - 30%                                                                 | |
| Invecchiamento                                      | 15 - 30%                                                                 | > 80 anni |
| Fumo                                                | 10 - 20%                                                                 | uso di alcol |
| Terapia con analoghi della somatostatina            | 20%                                                                      | |

### Complicanze
L'EPI) è correlata a un aumento del rischio di mortalità nei pazienti con pancreatite cronica a causa di tumori, infezioni ed eventi cardiovascolari. Le forme meno gravi possono causare conseguenze subcliniche che potrebbero comunque avere un impatto significativo sullo stato nutrizionale del paziente.

## Clinica

### Segni e sintomi
L'EPI può manifestarsi clinicamente con:
- stenorrea
- perdita di peso
- alterazioni biochimiche legate al malassorbimento e alla mal digestione di lipidi e micronutrienti liposoubili.

La mal digestione evidente è associata a sintomi facilmente rilevabili, a un peggioramento della qualità della vita e al rischio di complicazioni significative dovute alla malnutrizione, come variazioni della densità ossea.

### Esami di laboratorio e strumentali
L'approccio diagnostico può essere affrontato per valutare la mal digestione dei nutrienti o per quantificare specificamente la secrezione pancreatica esocrina. In generale si possono distinguere due categorie di test:
- diretti: misurano direttamente la produzione secretoria
- indiretti: valutano le conseguenze dell'insufficienza esocrina, analizzando le variazioni quantitative delle secrezioni pancreatiche.

Nei pazienti affetti da pancreatite cronica, la colangiopancreatografia con risonanza magnetica (MRPC) è spesso eseguita come tecnica di imaging di secondo livello per analizzare il sistema dei dotti pancreatici, consentendo una valutazione semiquantitativa della funzione esocrina pancreatica quando combinata con l'iniezione di secretina.

#### Test indiretti
I test indiretti sono generalmente meno costosi e più facili da eseguire rispetto ai test funzionali diretti. I test indiretti generalmente utilizzati sono:
- il test dell'elastasi fecale-1 (FE-1)[10]
- l'analisi del tripsinogeno sierico[1]
- l'analisi della chimotripsina fecale[11]
- il test del respiro[12]
- la valutazione del coefficiente di assorbimento dei grassi[1]

#### Test diretti
I test diretti sono quelli più utilizzati per la diagnosi, tuttavia, nonostante la buona sensibilità:
- sono invasivi
- sono dispendiosi sia in termini di tempo che di costi
- non sono utili a monitorare la risposta alla terapia sostitutiva con enzimi pancreatici (PERT)
- non sono standardizzati a causa della mancanza di consenso su protocolli
- presentano ampie variazioni nei risultati
- non sono ampiamente disponibili

Si basano sulla stimolazione del pancreas con colecistochinina o secretina e sulla raccolta di fluido duodenale per misurarne direttamente il contenuto secretorio (enzimi e bicarbonato). Tuttavia, non è chiaro quale sia la molecola che offre la sensibilità superiore per l'insufficienza pancreatica lieve. Studi che hanno valutato le prestazioni dei test diretti della funzione pancreatica in pazienti con pancreatite cronica confermata tramite imaging hanno dimostrato una sensibilità compresa tra il 72% e il 94%.

### Diagnosi precoce
L'EPI dovrebbe essere sospettata, diagnosticata e trattata tempestivamente nei soggetti affetti da condizioni associati alla sua presenza e sintomi come gonfiore, fastidio addominale e carenze nutrizionali altrimenti non spiegabili. La malattia dovrebbe essere presa in considerazione nei pazienti con condizioni cliniche a rischio moderato come le malattie duodenali (es. celiachia e morbo di Crohn), interventi chirurgici pregressi, diabete mellito di lunga durata e stati di ipersecrezione (es. sindrome di Zollinger-Ellison).

## Trattamento

### Trattamento farmacologico
I farmaci vengono somministrati sottoforma di minimicrosfere enteriche (>2 mm) sensibili al pH per proteggere la lipasi dalla denaturazione causata dall'acido gastrico. Dal 2010 la FDA ha approvato diversi prodotti per la sostituzione degli enzimi pancreatici nel trattamento dell'EPI e tutti sono costituiti da estratti di pancreas suino e sono a rilascio ritardato ed eccezione di una che, non essendo rivestita, deve essere utilizzata in combinazione con un inibitore della pompa protonica (PPI) per massimizzare l'attività nel duodeno.
La maggior parte delle particelle in questi prodotti ha una dimensione di 1–1,5 mm, garantendo il libero passaggio attraverso il piloro insieme ai nutrienti. Una volta nel duodeno, il pH elevato permette il rilascio degli enzimi e la loro attivazione nel sito corretto per la digestione, dopo la dissoluzione del rivestimento enterico resistente agli acidi. Per questo motivo, gli enzimi dovrebbero essere assunti insieme ai pasti e agli spuntini per imitare la secrezione enzimatica postprandiale nei soggetti sani.
I pazienti affetti da EPI dovrebbero essere monitorati e dovrebbero essere ottenute misurazioni di base dello stato nutrizionale (indice di massa corporea, valutazione della qualità della vita e livelli di vitamine liposolubili). Una scansione iniziale con assorbimetria a raggi X a doppia energia dovrebbe essere effettuata e ripetuta ogni 1-2 anni.